# 다크세비치 핵
다크세비치 핵(nucleus of Darkschewitsch)은 사이뇌와의 접합부 근처, 중뇌의 수도관 주위 회색질의 배쪽가쪽 부분에 위치한(p. 114)(p. 458.e1) 덧눈돌림 핵의 하나이다. 수직적 눈의 움직임을 중재하는 데 관여한다. 도르래 신경핵으로 투사되고 시각 피질에서 구심신경을 받으며 하올리브를 통해 소뇌와 상호(고리(looping)) 연결을 형성한다.

## 같이 보기
- 덧눈돌림 핵